# ザイン＝アルテンキルヒェン伯領

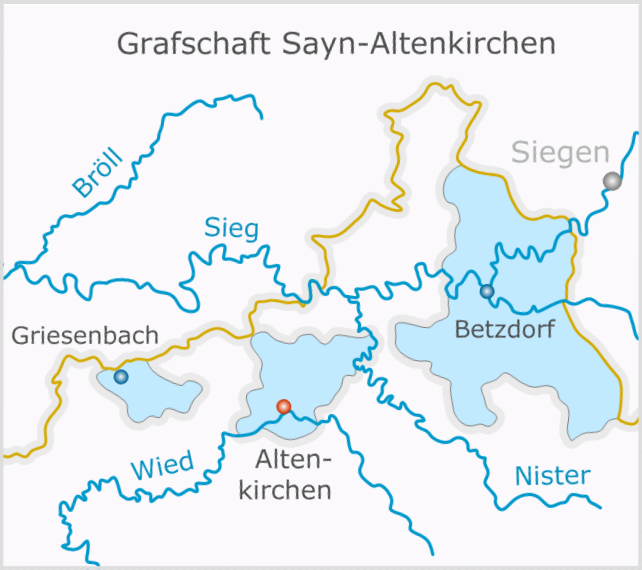
ザイン＝アルテンキルヒェン伯爵領、1803年

ザイン＝アルテンキルヒェン伯爵領（Grafschaft Sayn-Altenkirchen）は、神聖ローマ帝国の帝国直属身分（Reichsunmittelbarkeit）の領邦。現在のドイツ・ラインラント＝プファルツ州のヴェスターヴァルト地方（Westerwald）に存在した。1636年にザイン伯爵領の分割相続により成立した。主都は12世紀よりザイン伯爵領に属していたアルテンキルヒェンであった。
1606年にザイン伯爵家の家系が途絶えると、傍系のザイン＝ヴィトゲンシュタイン伯爵家から継嗣が迎えられ、ザイン＝ヴィトゲンシュタイン＝ザイン家（Sayn-Wittgenstein-Sayn）を称した。しかし同家の男子相続者も1636年には絶えた。最後の伯爵であったルートヴィヒ（在位1632年 - 1636年）の2人の姉妹、エルネスティーネ（1626年 - 1661年）とヨハネッテ（1632年 - 1701年）が、1652年にザイン伯爵領を分割相続した。前者はザイン＝ハヒェンブルク伯爵領を、後者はザイン＝アルテンキルヒェン伯爵領をそれぞれ受け取った。
ヨハネッテはヘッセン＝ダルムシュタット方伯ルートヴィヒ5世の息子であるヘッセン＝ブラウバッハ方伯ヨハンと結婚したが子供のないまま死別し、ザクセン＝アイゼナハ公ヨハン・ゲオルク1世と再婚した。アルテンキルヒェン伯領は1764年までザクセン＝アイゼナハ公爵家に属した後、ブランデンブルク＝アンスバッハ辺境伯家に受け継がれた。1791年には、アンスバッハ侯領とともにブランデンブルク＝プロイセンに併合されている。
1803年2月の帝国代表者会議主要決議では、アルテンキルヒェンはナッサウ＝ウジンゲン侯領にその領有が認められた。ウジンゲン侯領が1806年、ナッサウ＝ヴァイルブルク侯領と合邦してナッサウ公国を形成するとともに、アルテンキルヒェンもその一部となった。
1815年のウィーン会議の決定により、ザイン＝アルテンキルヒェンはプロイセン王国の統治下に入り、コブレンツ行政管区のアルテンキルヒェン郡として再編された。1946年にはラインラント＝プファルツ州の一部に組み込まれた。

## ザイン＝アルテンキルヒェン伯
| 名前                                                                   | 開始   | 終了   | 備考                                                   |
| ---------------------------------------------------------------------- | ------ | ------ | ------------------------------------------------------ |
| ヨハネッテ・ツー・ザイン＝ヴィトゲンシュタイン＝ザイン                 | 1636年 | 1701年 | ザイン＝ヴィトゲンシュタイン＝ザイン伯ルートヴィヒの妹 |
| ザクセン＝アイゼナハ公ヨハン・ヴィルヘルム                             | 1701年 | 1729年 | ヨハネッテの次男                                       |
| ザクセン＝アイゼナハ公ヴィルヘルム・ハインリヒ                         | 1729年 | 1741年 | ヨハン・ヴィルヘルムの長男                             |
| ブランデンブルク＝アンスバッハ辺境伯カール・ヴィルヘルム・フリードリヒ | 1741年 | 1757年 | ヨハネッテの曾孫                                       |
| ブランデンブルク＝アンスバッハ辺境伯カール・アレクサンダー             | 1757年 | 1791年 | カール・ヴィルヘルム・フリードリヒの長男               |